# Arme à énergie dirigée
Une arme à énergie dirigée (AED), en anglais : directed-energy weapon (DEW), émet de l'énergie dans une direction voulue sans besoin de projectile. En français on parle également d'effecteur.
Elle transfère l'énergie vers une cible pour l'effet souhaité. Les effets recherchés sur les humains peuvent être létaux ou non. Outre son utilisation sur les personnes ou comme une potentielle défense antimissile, la technologie de l'énergie dirigée a aussi été montrée pour arrêter ou désactiver des voitures en mouvement, des drones, des motomarines et des appareils électroniques comme les téléphones portables,.
L'énergie peut se présenter sous différentes formes :
- un rayonnement électromagnétique, y compris les ondes radio, les micro-ondes, les lasers et les masers ;
- des particules possédant une masse, dans les armes à faisceau de particules, généralement de type plasma ;
- un son, dans les armes soniques.

## Historique

### Inventeurs antiques

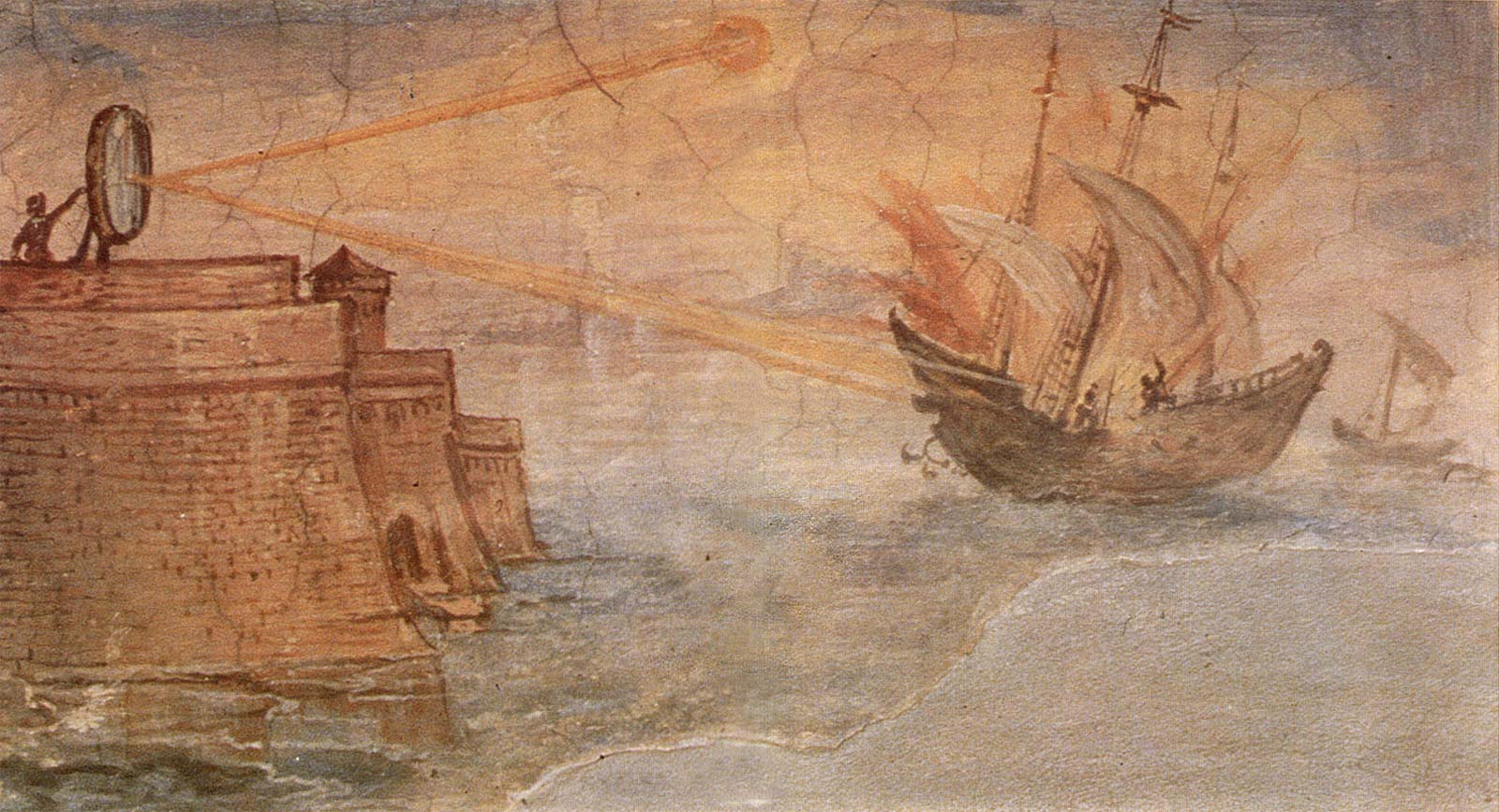
Le miroir d'Archimède met le feu à un navire de guerre romain.

Selon la légende, le concept de « miroir ardent » ou rayon de la mort commença avec Archimède qui créa un miroir à distance focale réglable (ou, plus vraisemblablement, une série de miroirs orientés sur un même point) pour concentrer la lumière du soleil sur les navires de la flotte romaine, alors qu'ils envahissaient Syracuse, en y mettant le feu.
Les historiens soulignent que les premiers récits de la bataille ne mentionnaient pas de « miroir ardent », mais indiquaient simplement que l'ingéniosité d'Archimède combinée à une manière de projeter le feu furent utiles à la victoire.
Quelques tentatives pour reproduire cet exploit ont eu un certain succès (mais sur aucune des trois tentatives de l'émission de télévision MythBusters). En particulier, une expérience menée par des étudiants du MIT a montré qu'une arme reposant sur un miroir était possible, même si elle n'est pas forcément réalisable.

### Robert Watson-Watt
En 1935, l’Air Ministry britannique demanda à Robert Watson-Watt de la Radio Research Station si un « rayon de la mort » était possible. Lui et son collègue Arnold Wilkins conclurent rapidement que ce n'était pas réalisable, mais comme une conséquence suggéra l'utilisation de la radio pour la détection des avions et alors débuta le développement du radar en Grande-Bretagne.

### Tesla
Nikola Tesla (1856–1943), un inventeur réputé, scientifique et ingénieur électrique, mit au point les premières technologies haute fréquence. Tesla travailla sur les plans d'une arme à énergie dirigée du début des années 1900 jusqu'à sa mort. En 1943, Tesla rédigea un traité intitulé The Art of Projecting Concentrated Non-dispersive Energy through the Natural Media sur les faisceaux de particules chargées.

### Les armes expérimentales allemandes de la Seconde Guerre mondiale
Au début des années 1940, les ingénieurs de l'Axe mirent au point un canon à son qui aurait pu littéralement secouer une personne sur elle-même. Une chambre de combustion de gaz méthane, entraîne une onde de détonation pulsée d'environ 44 Hz vers deux paraboles. Cet infrason, amplifié par les réflecteurs paraboliques, causa des vertiges et des nausées sur 200 - 400 mètres faisant vibrer les os de l'oreille moyenne et secouant le liquide cochléaire de l'oreille interne. Sur une distance de 50–200 mètres, les ondes sonores pourraient agir sur les tissus organiques et les fluides par compressions répétées et en libérer les organes résistants à la compression comme les reins, la rate et le foie (cela avait peu d'effets décelables sur les organes malléables comme le cœur, l'estomac et l'intestin). Le tissu pulmonaire ne fut affecté que sur sa partie la plus proche de l'air atmosphérique, pour autant il fut fortement suppléé, seules les alvéoles riches en sang résistent à la compression. Dans la pratique, les systèmes d'armes étaient très vulnérables face aux tirs ennemis. Les coups de fusil, de bazooka et de mortier déformaient facilement les réflecteurs paraboliques, rendant ainsi l'amplification de l'onde inefficace. Dans les dernières phases de la Seconde Guerre mondiale, le troisième Reich mit de plus en plus tous ses espoirs sur la recherche de la technologie d'armes secrètes révolutionnaires, les Wunderwaffen.
Parmi les armes à énergie dirigée étudiées par les nazis, il y eut les armes à rayons X élaborées sous la direction de Heinz Schmellenmeier, Richard Gans et Fritz Houtermans. Ils construisirent un accélérateur d'électrons appelé Rheotron (inventé par Max Steenbeck pour Siemens-Schuckert dans les années 1930, qui plus tard fut appelé bêtatron par les américains) pour produire des rayonnements synchrotron dans les rayons x durs pour la Reichsluftfahrtministerium (RLM). L'objectif était de pré-ioniser l'allumage des moteurs d'avions et donc servir d'arme antiaérienne à énergie dirigée et abattre les avions à portée de la Flak. Le Rheotron fut saisi par les américains à Burggrub le 14 avril 1945. Une autre approche était le « canon de Röntgen » d'Ernst Schiebold, développé à partir de 1943 à Großostheim près d'Aschaffenbourg. L'entreprise Richert Seifert & Co de Hambourg livra les pièces. Le Troisième Reich développa davantage les armes soniques, utilisant des réflecteurs paraboliques pour projeter la force destructrice des ondes sonores. Les armes micro-ondes furent étudiées avec les Japonais.

### Initiative de défense stratégique
Dans les années 1980, le président des États-Unis Ronald Reagan proposa le programme de l'Initiative de défense stratégique (IDS) surnommé guerre des étoiles. Il suggéra que des lasers spatiaux, peut-être des lasers à rayons x, pourraient détruire des missiles balistiques intercontinentaux en vol. Bien que le concept de défense antimissile stratégique perdure jusqu'à aujourd'hui auprès de la Missile Defense Agency, la plupart des concepts d'arme à énergie dirigée ont été classés. Toutefois, Boeing a connu un certain succès avec le Boeing YAL-1 et le Boeing NC-135, le premier ayant détruit deux missiles en février 2010. Le financement a été réduit tout comme les programmes.

### Guerre d'Irak
Lors de la guerre d'Irak, les armes électromagnétiques, y compris celles micro-ondes de forte puissance ont été utilisées par l'armée américaine afin de perturber et de détruire les systèmes électroniques irakiens et il se peut qu'elles aient contrôlé les foules. La nature tout comme l'ampleur de l'exposition aux champs électromagnétiques sont inconnues.

### La prétendue poursuite de la navette spatialeChallenger
Les Soviétiques mirent leurs efforts dans le développement de laser à rubis et de laser au dioxyde de carbone en tant que système de missiles antibalistique. Il y a des rapports indiquant que le complexe Terra-3 de Sary Shagan fut utilisé à plusieurs occasions pour « aveugler » temporairement les satellites espions américains dans l'infrarouge. Il a été déclaré que la Russie avait fait usage de lasers sur le site de Terra-3 ciblant la navette spatiale Challenger en 1984. À cette époque, les Soviétiques s'inquiétaient du fait que la navette puisse être utilisée comme une plate-forme de reconnaissance. Lors de sa sixième mission (STS-41-G), le 10 octobre 1984, on prétendit[Qui ?] que le laser de poursuite de Terra-3 visa Challenger alors qu'elle survolait le complexe. Les premiers rapports ont prétendu qu'il était responsable d'avoir causé « des dysfonctionnements dans la navette spatiale et la détresse de l'équipage. » Les États-Unis déposèrent une protestation diplomatique sur l'incident,. Toutefois, cette histoire est complètement niée par les membres de l'équipage STS-41-G et les membres compétents du renseignement américain.

### Armes laser à partir des années 2010
Le Laser Weapon System a été développé à partir de 2010. Iron Beam est présenté pour la première fois en 2014.
Le système HELMA-P de CILAS a été développé à partir de 2017.

## Types d'armes à énergie dirigée

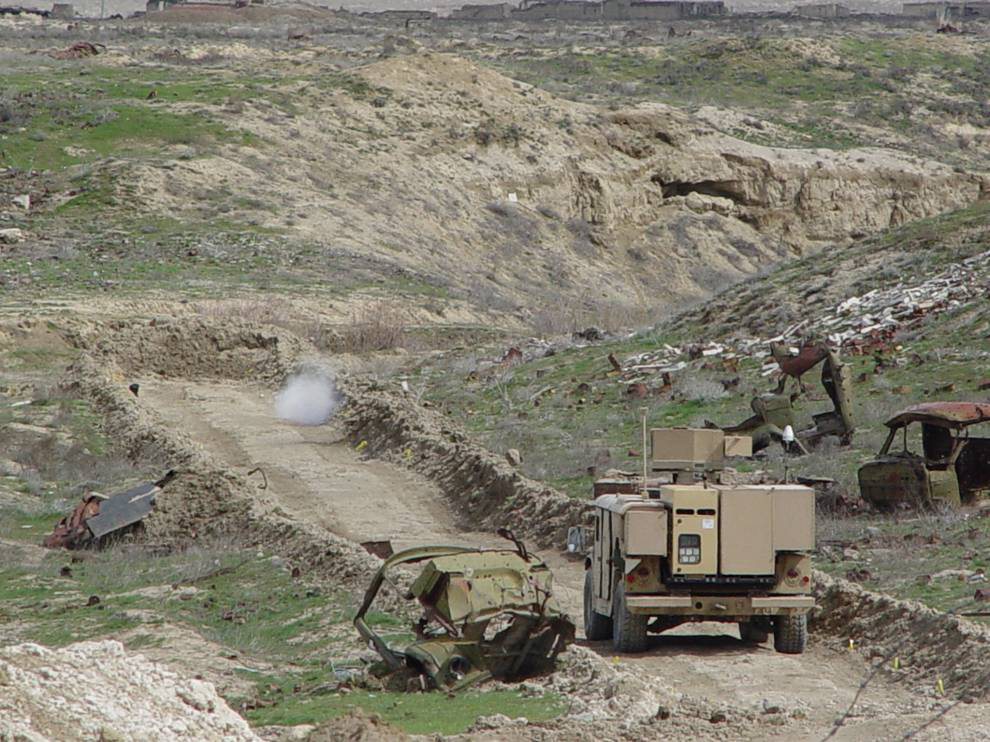
Un Zeus-HLONS détruisant un engin explosif improvisé.

Les armes à énergie dirigée ont tendance à être classées selon la fréquence à laquelle elles fonctionnent comme la RF (pour la radio fréquence) et le laser, ou la manière dont elles opèrent.

### Armes à micro-ondes
Bien que certains appareils soient étiquetés comme armes à micro-ondes, la plage micro-ondes est communément définie comme étant comprise entre 300 MHz et 300 GHz, la plage des ondes radio. Voici quelques exemples d'armes qui ont été rendues publiques par les militaires :
- l'Active Denial System est une source d'onde millimétrique. Il est utilisé par l'US Air Force Research Laboratory et pour ses fonctions anti-émeutes. Il peut également détruire l'électronique non protégée (recherche sur la dissémination involontaire d'information par l'électronique)[13]. L'appareil peut se présenter en différentes tailles et être notamment fixé à un humvee ;
- le Vigilant Eagle (en), en cours de développement, est un système de défense d'aéroport qui dirige des micro-ondes haute fréquence. Le système se compose d'un sous-système détectant et suivant le missile, d'un système de commande et de contrôle, et d'un réseau de capteurs à balayage. La détection et le suivi du missile se font par un réseau fixe de caméras infrarouge passif ;
- le Bofors HPM Blackout (en) est un système d'arme à micro-ondes de grande puissance que l'on déclare être en mesure de détruire à distance une grande variété de produits informatiques standards (COTS). Il ne serait pas mortel pour l'homme[14],[15].

Les témoignages de Barrie Trower, ancien membre de la Royal Navy, documente l'utilisation par la Grande-Bretagne de ces armes, en particulier sur camp de femmes pour la paix de Greenham Common et sur les catholiques lors du Conflit nord-irlandais.
Les armes à énergie dirigée peuvent être utilisées discrètement étant donné que le rayonnement utilise des plages telles que les RF (Radio fréquence = 3 kHz à 300 GHz), invisibles et inaudibles.

### Informations générales sur les lasers
Les lasers sont souvent utilisés par les fusils pour l'observation, le repérage et le ciblage ; dans ces cas, le faisceau laser n'est pas source de la puissance de feu de l'arme.
Les armes laser produisent habituellement de brèves impulsions à haute énergie. Un laser à impulsions d'un mégajoule fournit à peu près la même énergie que 200 grammes de puissant explosif et produit le même principal effet sur une cible. Le principal mécanisme d'endommagement est un cisaillement mécanique, causé par une réaction lorsque la surface de la cible s'évapore de façon explosive.
La plupart des armes laser existantes sont des lasers gaz-dynamique. Un combustible, ou une puissante turbine, pousse les émissions laser des médiums au travers un circuit ou une série d'orifices. Les hautes pressions et la chaleur entraînent pour le médium la formation de plasma et de laser. Une des principales difficultés de ces systèmes consiste à préserver les miroirs de haute précision et les fenêtres de la cavité résonante du laser. La plupart des systèmes utilisent un laser « oscillateur » de faible puissance pour générer une onde cohérente et l'amplifient ensuite. Certains amplificateurs laser expérimentaux n'utilisent pas de fenêtres ou de miroirs, mais ils ont des orifices ouverts, qui ne peuvent être détruits par les hautes énergies.[réf. nécessaire]
Certains lasers sont utilisés comme des armes non létales, ainsi les dazzlers conçus pour aveugler temporairement ou déjouer l'attention de personnes ou de capteurs.

#### Dazzlers
Les dazzlers sont des dispositifs utilisés pour aveugler ou désorienter temporairement un attaquant, ou arrêter un conducteur dans un véhicule en mouvement. Les cibles peuvent aussi être des capteurs mécaniques ou un aéronef. Les dazzlers émettent de la lumière dans l'infrarouge ou l'invisible contre les différents capteurs électroniques et de la lumière visible contre les humains, lorsqu'ils sont destinés à ne causer aucun dommage à long terme pour les yeux. Les émetteurs sont généralement des lasers, pour ce qu'on appelle un dazzler laser. La plupart des systèmes actuels sont portatifs et opèrent soit dans les régions rouges (via une diode laser) ou vertes (via un laser solide pompé par diodes, DPSS) du spectre électromagnétique.

### Électrolaser
Un électrolaser permet (grâce au laser) que le blooming[Quoi ?] se produise (formant un canal/chemin d'air ionisé conducteur), puis envoie un puissant courant électrique au travers du canal/chemin de plasma formé en direction de la cible, un peu comme la foudre. Il fonctionne comme une version géante du Taser ou d'un pistolet à impulsion électrique à haute énergie sur une longue distance.

### Projectile à énergie pulsée
Les systèmes de Projectile à Énergie Pulsée ou PEP émettent des impulsions laser infrarouge qui créent rapidement un plasma en expansion vers la cible. Le son qui en résulte ainsi que les décharges et les ondes électromagnétiques étourdissent la cible et causent une douleur et une paralysie temporaire. L'arme est en cours de développement et est conçue comme une arme non létale pour le contrôle des foules.

## Exemples d'armes laser

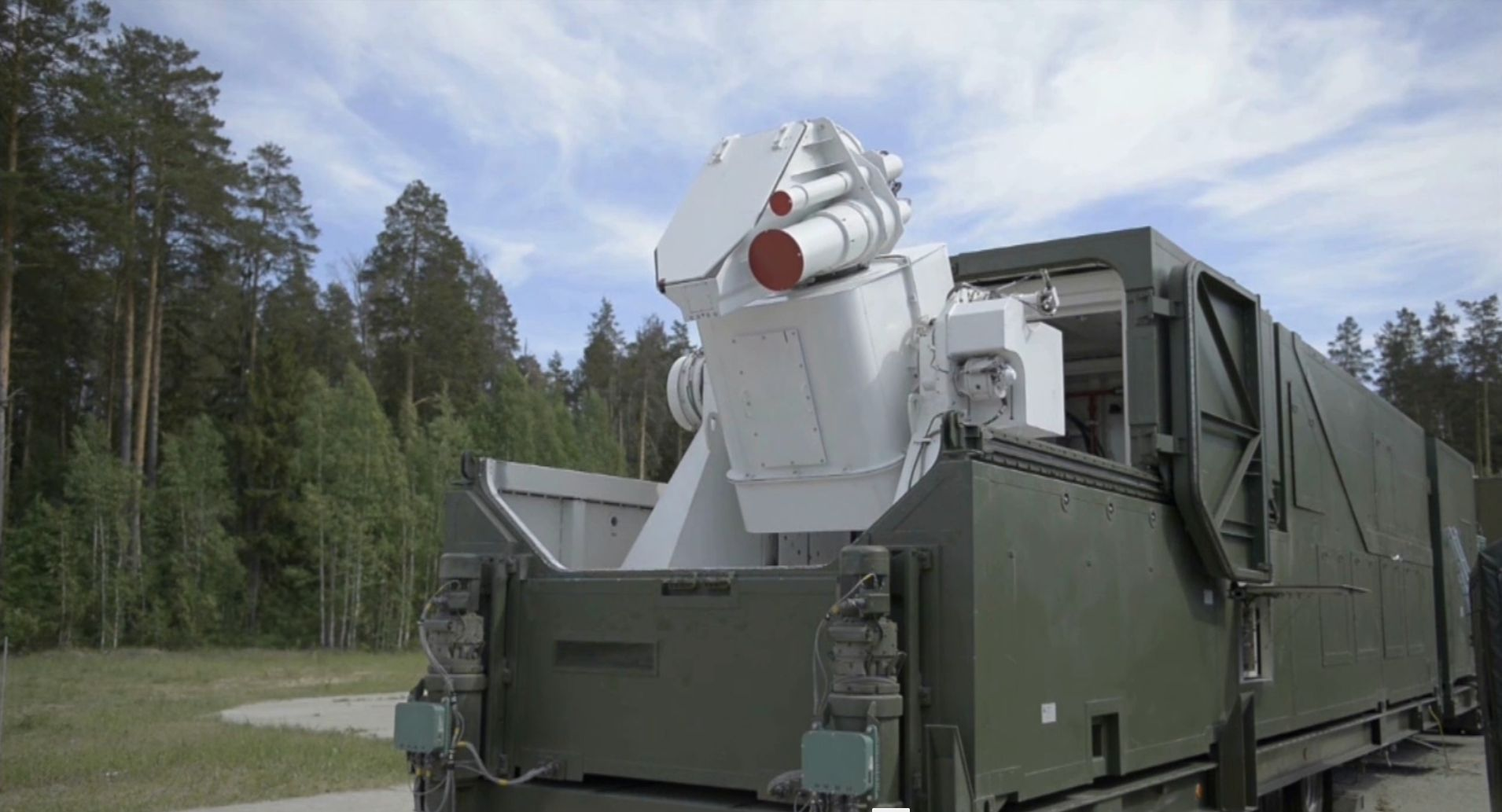
Véhicule antiaérien laser russe Peresvet (laser), annoncé lors du discours présidentiel russe au parlement de 2018.

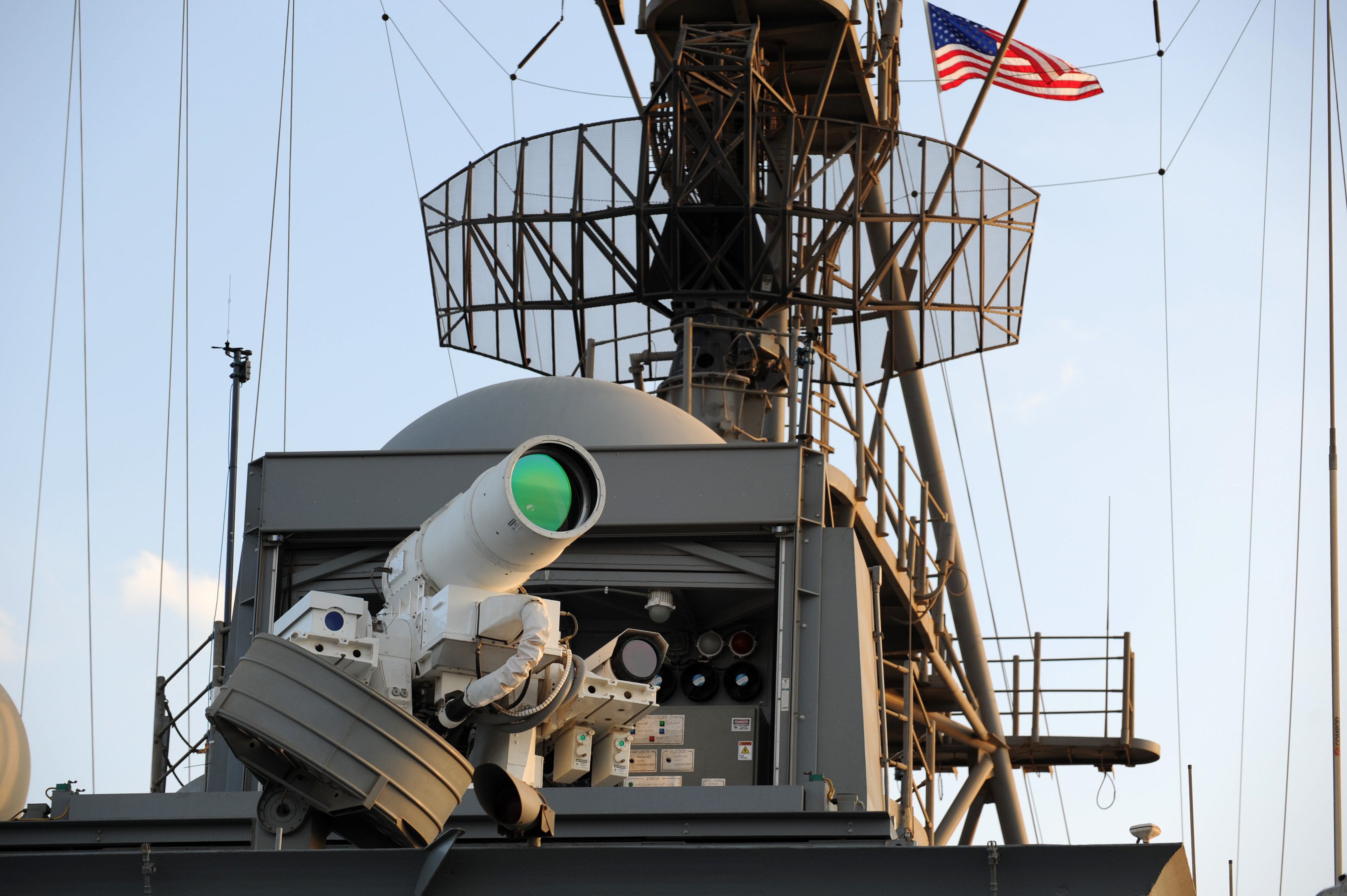
Photographie du Laser Weapon System sur l'.

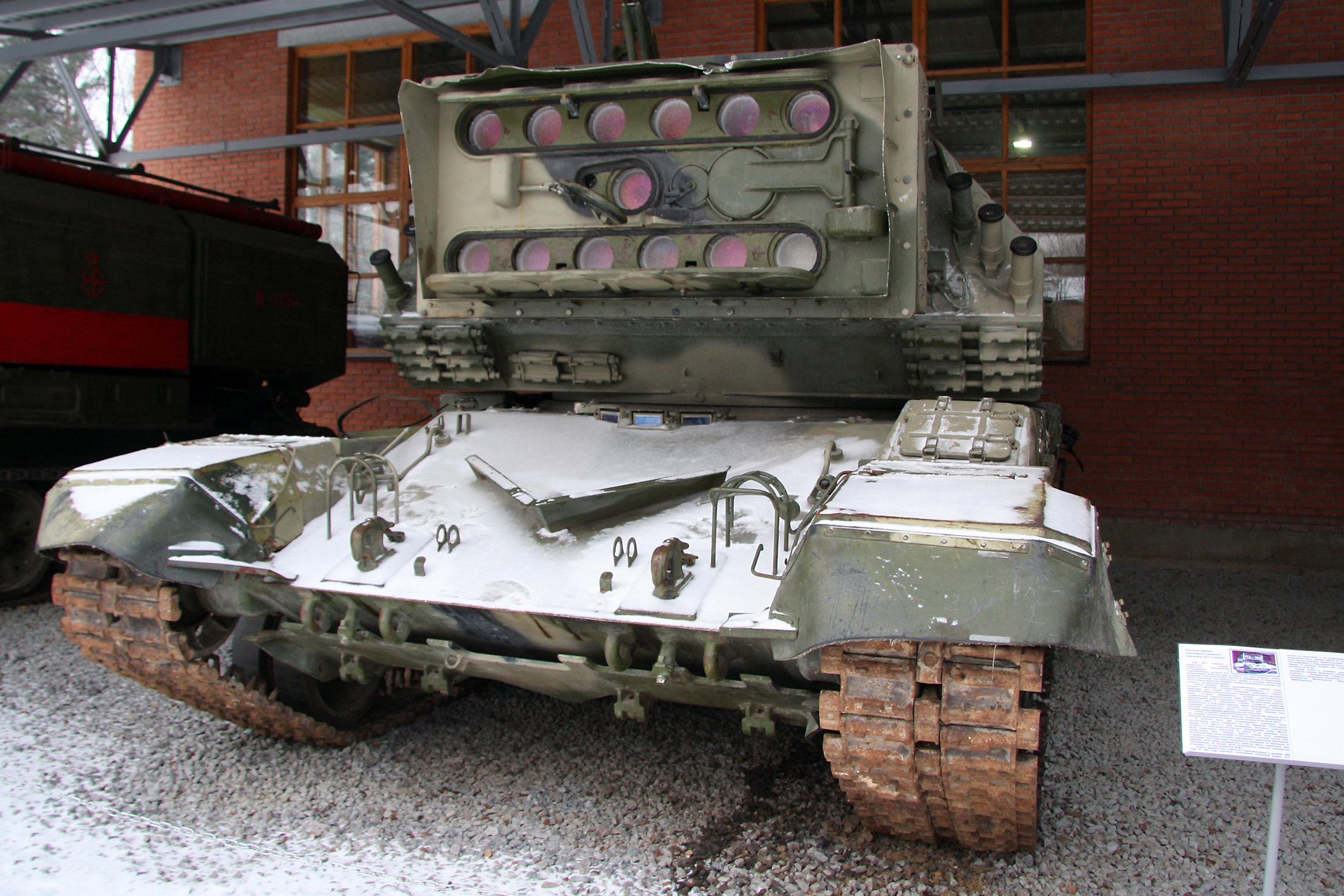
1K17 Szhatie, véhicule laser de l'Union soviétique et prédécesseur du Peresvet.

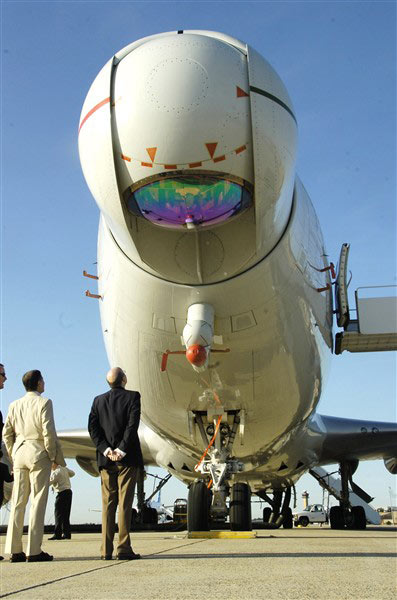
Boeing YAL-1 Airborne Laser.

- La société française CILAS produit et développe le laser de combat HELMA-P, dores et déjà en service dans l'armée.
- Produits par Northrop Grumman :
  - le 18 mars 2009, Northrop Grumman annonça que ses ingénieurs de Redondo Beach avaient fabriqué avec succès et testé un laser électrique capable de produire un rayon de lumière de 100 kilowatts, suffisamment puissant pour détruire des missiles de croisière, l'artillerie, des roquettes et des obus de mortier[18]. Un laser électrique est théoriquement capable, selon Brian Strickland, responsable du programme d’État laser solide haute énergie de l'Armée de terre des États-Unis, d'être monté sur un avion, un bateau ou un véhicule, car il nécessite un équipement prenant beaucoup moins d'espace qu'un laser chimique[19],
  - le 6 avril 2011, l'U.S.Navy a testé avec succès un canon laser, fabriqué par Northrop Grumman, qui a été monté sur l'ancien USS Paul Foster, qui est actuellement utilisé comme navire d'essai de la marine. Lorsqu'ils effectuèrent lors de l'essai, qui s'est produit au large de la côte centrale de la Californie dans l'océan Pacifique, la batterie de tests, le canon laser a été relaté comme ayant « un effet destructeur sur une cible croisant à grande vitesse » déclara l'amiral Nevin Carr, directeur de l'Office of Naval Research[20]. Bien que classée, la portée du canon laser est de l'ordre du miles, et non du yard,
  - Northrop Grumman annonça la disponibilité d'une arme laser solide haute énergie appelé FIRESTRIKE, présentée le 13 novembre 2008. Le système modulaire utilise des modules de 15 kW qui peuvent être combinés afin de fournir différents niveaux de puissance ;
- le 19 juillet 2010 un laser antiaérien décrit comme le laser développé dans le cadre du projet du système d'arme de combat rapproché fut dévoilé lors du salon aéronautique de Farnborough[21] ;
- l'arme laser Zeus est le premier laser et la toute première arme à énergie à avoir été utilisée sur un champ de bataille. Elle fut utilisée pour la neutralisation des mines et munitions n'ayant pas explosé ;
- le laser utilisé pour la défense d'une zone ;
- le Mid-Infrared Advanced Chemical Laser (laser Miracl) est un laser au fluorure d'hydrogène expérimental de l'United States Navy qui fut testé contre un satellite artificiel de l'United States Air Force en 1997 ;
- en 2011, l'U.S. Navy commença à tester le Maritime Laser Demonstrator (MLD), un laser pour une utilisation à bord de ses navires de guerre[22],[23] ;
- en 2013, les États-Unis commencèrent à tester sur le terrain une arme à énergie dirigée, appelé Laser Weapon System[24] ;
- Personnel Halting and Stimulation Response ou PHaSR, est une arme non létale manuelle, développée par l'United States Air Force[25]. Son but est d'« éblouir » ou étourdir une cible. Elle fut développée par l'Air Force's Directed Energy Directorate ;
- le laser tactique à haute énergie (THEL) Nautilus est une arme laser au fluorure de deutérium développé dans un projet de recherche conjoint par Israël et les États-Unis. Il est conçu pour abattre les avions et les missiles ;
- l'Airborne Laser de l'US Air Force, ou Advanced Tactical Laser, était le projet de monter un laser au dioxyde de carbone gazeux ou un laser chimique iode-oxygène (COIL) sur un Boeing 747 modifié pour détruire les missiles[26],[27] ;
- Portable Efficient Laser Testbed (PELT)[28] ;
- Laser AirCraft CounterMeasures (ACCM) ;
- le 20 avril 2017, la Marine américaine annonce qu'elle va intégrer le SEASABER Increment 1 (High Energy Laser with Integrated Optical-dazzler and Surveillance (HELIOS)), un laser de 60 à 120 kW conçu  Lockheed Martin Aculight Corporation , sur un destroyer de la classe Arleigh Burke Vol IIA en 2020[29],[30].
- La marine espagnole va intégrer une arme laser antiaérienne sur ses frégates de classe F-110 dépendant du programme Sigilar[31].

### Autres
Les armes laser pourraient avoir plusieurs avantages importants sur l'armement conventionnel :
- les faisceaux laser vont à la vitesse de la lumière, aussi n'est-il pas nécessaire (sauf sur de très longues distances) d'anticiper les mouvements de la cible. Par conséquent, éviter un laser visant avec précision après qu'il a été déclenché est impossible ;
- seuls les gradients verticaux de l'atmosphère peuvent affecter le faisceau par réfraction ;
- les lasers peuvent changer la mise au point fournissant une région active qui peut être beaucoup plus petite ou plus grande que celle des armes projectiles ;
- en apportant une source d'énergie suffisante, les armes laser pourraient avoir pour ainsi dire des munitions illimitées ;
- parce que la lumière a un rapport de la quantité de mouvement sur l'énergie quasi nul (exactement {\displaystyle 1/c}), les lasers produisent un recul négligeable ;
- les faisceaux laser ne produisent pas de bruit ou de lumière détectables par les sens humains lors de l'émission, ainsi l'arme ne révèle pas la position de son utilisateur lors du tir.

Les armes balistiques modernes comportent généralement des systèmes pour contrer la plupart des effets secondaires indésirables cités ci-dessus. Par conséquent, l'avantage des armes laser sur les balistiques pourrait porter sur leur coût.

## Problèmes et considérations
Les procédés de stockage, de conductibilité, de transformation et d'énergie dirigée existants ne permettent pas de produire une arme portative pratique. Les lasers existants perdent beaucoup d'énergie sous forme de chaleur, ce qui nécessite un équipement de refroidissement encore encombrant pour éviter tout dommage dû à la surchauffe. Le refroidissement à l'air ne permet pas d'obtenir un délai acceptable entre les tirs. Ces problèmes, qui entravent fortement la possibilité de réalisation de l'arme laser en ce moment, peut être compensé par :
- le coût peu élevé des supraconducteurs à haute température qui renforcent l'efficacité de l'arme ;
- une production et un stockage de volumes élevés d'électricité plus aisés. Une partie de l'énergie pourrait être utilisée pour refroidir l'appareil.

Les lasers chimiques utilisent comme source d'énergie celle d'une réaction chimique adaptée et non l'électricité. Le laser chimique à l'iodure d'oxygène (le peroxyde d'hydrogène réagissant avec l'iode) et le laser au fluorure d'hydrogène (l'atome de fluor réagissant avec le deutérium) sont deux sortes de laser capables de produire un faisceau continu d'une puissance de l'ordre du mégawatt. La gestion des réactifs chimiques présente ses propres difficultés et les questions sur l'inefficacité globale et celle liée au refroidissement demeurent.
Ces problèmes pourraient être atténués si l'arme était montée soit en position défensive à proximité d'une centrale électrique, soit à bord d'un grand navire, éventuellement à propulsion nucléaire, navigant, car elle aurait le mérite d'avoir une eau en abondance pour le refroidissement.

### Le blooming
Les faisceaux laser commencent par provoquer la rupture de l'état plasma dans l'atmosphère à des densités d'énergie proche d'un mégajoule par centimètre cube. Cet effet, appelé « blooming », rendant flou le laser et dispersant l'énergie dans l'air environnant. Le blooming peut être plus important s'il y a du brouillard, de la fumée ou de la poussière dans l'air.
Les techniques qui peuvent réduire ces effets incluent :
- en propageant le faisceau au travers un grand miroir incurvé qui concentre la puissance sur la cible, maintenant une densité d'énergie dans la direction trop faible pour que le blooming ne se produise. Cela nécessite un grand miroir très précis et fragile, fixé un peu comme un projecteur, nécessitant d'encombrantes machines pour orienter le miroir et pour diriger le laser ;
- en utilisant une antenne réseau à commande de phase. Pour les longueurs d'onde habituelles d'un laser, ce procédé nécessiterait des milliards d'antennes de la taille du micromètre. Actuellement, il n'existe aucun moyen pour mettre en œuvre cela, et ce même avec les nanotubes de carbone. Les antennes réseau à commande de phase pourraient en théorie également réaliser une amplification de la conjugaison de phase (voir ci-dessous). Les antennes réseau à commande de phase ne nécessitent pas de miroirs ou de lentilles et peuvent être faites à plat, elles ne nécessitent donc pas de système à tourelle pour viser (contrairement au « faisceau de propagation »), bien que la portée en souffre à de grands angles (l'angle du faisceau se formant à la surface de l'antenne réseau à commande de phase)[32] ;
- en utilisant un laser à conjugaison de phase. Cette méthode nécessite un laser « trouveur » ou « guide » éclairant la cible. Tout point à effet miroir (« spéculaire ») de la cible réfléchit la lumière qui est détectée par l'amplificateur primaire de l'arme. L'arme amplifie alors les ondes réémises dans une chaîne de réaction positive, détruisant la cible via des ondes de choc alors que les zones spéculaires s'évaporent. Cela évite le blooming car les ondes de la cible traversent le blooming et en montrant le trajet optique le plus conducteur ; cela corrige automatiquement les distorsions provoquées par le blooming. Les systèmes expérimentaux utilisant cette méthode utilisent généralement des produits chimiques particuliers pour former un «miroir à conjugaison de phase». Dans la plupart des systèmes, le miroir surchauffe considérablement à des niveaux de puissance pour une arme utile ;
- en utilisant une impulsion très courte se terminant avant que le blooming n'interfère ;
- en concentrant des lasers multiples de puissance relativement faible sur une cible unique.

### Le matériau de la cible évaporé
Un autre problème lié aux armes laser, c'est que le matériau s'évaporant de la surface de la cible commence à former une ombre. Il existe plusieurs approches de ce problème :
- provoquer une onde de choc permanente dans le nuage d'ablation. L'onde de choc alors continue à infliger des dégâts ;
- balayer la cible plus vite que l'onde de choc ne se propage ;
- provoquer le plasma optique pour qu'il se mélange à la cible en jouant sur la transparence du nuage d'ablation de la cible produite par un laser grâce à un autre laser, peut-être en réglant le laser sur les spectres d'absorption du nuage d'ablation et en induisant l'inversion de population dans le nuage. L'autre laser déclenche alors un effet laser local dans le nuage d'ablation. La fréquence des battements qui en résulte peut induire des fréquences qui traversent le nuage d'ablation.

### Absorption du faisceau
Un faisceau laser ou un faisceau de particules dans l'air peut être absorbé ou dispersé par la pluie, la neige, la poussière, le brouillard, la fumée, ou toute obstruction visuelle similaire alors qu'une balle l'aurait facilement traversé. Cet effet s'ajoute aux problèmes de blooming rendant la dissipation d'énergie dans l'atmosphère encore plus importante.
L'énergie gaspillée peut perturber le développement du nuage jusqu'à ce que l'onde de choc crée un « effet tunnel ». Des ingénieurs du MIT et de l'Armée de terre des États-Unis étudient l'utilisation de cet effet pour la gestion des hydrométéores.

### Le manque de possibilités pour un tir indirect
Le tir indirect, utilisé par l'artillerie, permet d'atteindre une cible derrière une colline, mais n'est pas possible avec la ligne de mire des armes à énergie dirigée. Les alternatives possibles sont de monter les lasers (ou peut-être juste des réflecteurs) sur des plates-formes aéroportées ou spatiales.

## Les masers
Un maser est un dispositif qui produit des rayonnements électromagnétiques cohérents. Historiquement, « maser » provient de l'acronyme original, en majuscules, MASER, qui signifie «Microwave Amplification by Stimulated Emission of Radiation» (Amplification des Micro-ondes par Émission Stimulée de Rayonnement). L'utilisation de minuscules naît du développement technologique qui a rendu la notation d'origine imprécise, car les masers modernes émettent des ondes électromagnétiques (fréquences des micro-ondes et radios) au travers une large bande du spectre électromagnétique; ainsi, le physicien Charles Townes suggéra l'utilisation de « moléculaire » pour remplacer « micro-ondes », pour une précision linguistique contemporaine. En 1957, lorsque l'oscillateur optique cohérent fut développé, il fut nommé maser optique, plus généralement appelé laser (Light Amplification by Stimulated Emission of Radiation - Amplification de la Lumière par Émission Stimulée de Rayonnement), l'acronyme que Gordon Gould créa en 1957.

### Quelques sortes de masers
- Masers à horloge atomique
  - Masers à rubidium
- Masers à gaz
  - Maser à ammoniac
  - Maser Cerenkov
  - Maser à hydrogène
- Masers à l'état solide
  - Maser à rubis
  - Maser cryogénique à modes de galerie à résonateur saphir

Le double gaz rare d'un milieu pour maser est apolaire.

## Les armes à faisceaux de particules
Les armes à faisceaux de particules peuvent utiliser des particules chargées ou neutres et peuvent soit être endo-atmosphériques ou exo-atmosphériques. Les faisceaux de particules sont théoriquement possibles, mais dans la pratique, la conception de telles armes est difficile et nécessitera dans le futur des avancées technologiques importantes.
Certains types de faisceaux de particules ont l'avantage de faire une mise au point automatique dans l'atmosphère.
Le blooming pose également problème pour les armes à faisceaux de particules. L'énergie qui autrement se serait concentrée sur la cible se dissipe ; le faisceau devient moins efficace :
- le blooming thermique se produit à la fois dans les faisceaux de particules chargées et neutres et survient lorsque les particules se heurtent entre elles sous l'effet d'une vibration thermique ou qu'elles se heurtent aux molécules d'air ;
- le blooming électrique survient uniquement dans les faisceaux de particules chargées, les ions de même charge se repoussant les uns les autres.

### Les armes plasma
Les armes plasma, souvent rencontrées dans les œuvres de science-fiction, génèrent un flux dense de plasma, matière à l'état excité (état de la matière) de forte énergie.
Le programme MARAUDER (Magnetically Accelerated Ring to Achieve Ultra-high Directed-Energy and Radiation – Anneau accéléré magnétiquement pour l'obtention d'une très grande énergie cinétique) utilisa le projet Shiva Star (une banque de condensateurs de haute énergie qui fournissait les moyens de tester les armes et autres dispositifs nécessitant de brèves et très grandes quantités d'énergie) pour accélérer un tore de plasma vers un pourcentage significatif de la vitesse de la lumière.

### Faisceau électrique dans le vide
Dans le vide (par exemple, dans l'espace), un faisceau d'électrons peut parcourir une distance potentiellement sans limite à une vitesse légèrement inférieure à celle de vitesse de la lumière. C'est parce qu'il n'y a pas de résistance électrique significative au passage du courant électrique dans le vide. Cela rendrait ces dispositifs utiles pour détruire les parties électriques et électroniques des satellites et des engins spatiaux.

### La vitesse de l'arme
La vitesse de l'arme à énergie est déterminée par la densité du faisceau. S'il est très dense, alors il est très puissant, mais un faisceau de particules se déplace beaucoup plus lentement que la vitesse de la lumière. Sa vitesse est fonction de la masse, la puissance, la densité ou la densité particules/énergie.

## Les armes soniques
La cavitation acoustique, qui affecte les bulles de gaz dans les tissus humains, et le chauffage peuvent résulter de l'exposition aux ultrasons et peuvent endommager les tissus et organes. Des études montrent que l'exposition à des ultrasons de forte intensité à des fréquences allant de 700 kHz à 3,6 MHz peut provoquer des lésions pulmonaires et intestinales chez les souris. En 2017 une attaque contre des diplomates américains en poste à Cuba a d’abord été attribuée à une arme sonique.

## L'avenir
Actuellement, la technologie est envisagée pour une utilisation non militaire afin de protéger la Terre des astéroïdes.

## Les armes non létales
Le symposium technologique de la TECOM (Marine Corps Training and Education Command) de 1997 a conclu sur les armes non létales, « déterminer les effets sur le personnel est le plus grand défi de la communauté des testeurs », principalement parce que « les blessures potentielles et les morts potentiels limitent sévèrement les essais humains ».
En outre, les armes à énergie dirigée qui ciblent le système nerveux central et causent des troubles neurophysiologiques peuvent violer la Convention sur certaines armes conventionnelles de 1980. Les armes qui dépassent les intentions non létales et provoquent des « blessures superflues ou des souffrances inutiles » peuvent aussi violer le Protocole I des Conventions de Genève de 1977.
Certains effets biologiques communs aux armes électromagnétiques non létales comprennent :
- une difficulté respiratoire ;
- une désorientation ;
- des nausées ;
- des douleurs ;
- des vertiges ;
- d'autres malaises systémiques.

Les interférences avec la respiration posent les résultats les plus significatifs, potentiellement mortelles.
La lumière et les signaux visuels répétitifs peuvent provoquer des crises d'épilepsie. La vection et la cinétose peuvent également se produire.
Les navires de croisière sont connus pour utiliser des armes soniques (telles que le LRAD) pour repousser les pirates.

## Accusations d'utilisation de ces armes
Ce type d'arme a été accusé d'avoir été utilisé dans l'affaire du syndrome de La Havane , dans l'affaire des incendies du hameau de Canneto et dans la répression des manifestations de 2024-2025 en Serbie

#### Bases de données et dictionnaires
- Ressource relative à la littérature :   - The Encyclopedia of Science Fiction
- Ressource relative à la recherche :   - JSTOR
- Notices d'autorité :   - LCCN
  - Israël
  - Tchéquie